# Sideridis nigrescens
Sideridis nigrescens là một loài bướm đêm trong họ Noctuidae.